# Velika župa Modruš
Velika župa Modruš bila je jedna od 22 velike župe na prostoru NDH. Sjedište joj je bilo u Ogulinu. Djelovala je od 1. srpnja 1941.
Građansku upravu u župi vodio je veliki župan kao pouzdanik vlade kojega je imenovao poglavnik. Obuhvaćala je područje kotarskih oblasti: Ogulin, Delnice, Vrbovsko i Slunj.
Ukidanjem kotara Vojnića iz susjedne velike župe 1. ožujka 1944. proširena su ozemlja kotara Karlovca, Topuskog i Slunja, kotara iz ove velike župe.